# Joseph Cotten
Joseph Cheshire Cotten (15. svibnja 1905. – 6. veljače 1994.) je bio američki kazališni i filmski glumac. Najpoznatiji je po suradnji s Orsonom Wellesom, koja je uključivala uloge u klasičnim filmovima kao Građanin Kane, Treći čovjek, Magnificent Ambersons i Journey into Fear, a za koga je pisao scenarije. Također je imao dobru suradnju s Alfredom Hitchcockom. Karijeru je započeo na Broadwayu, nastupivši u originalnim postavama predstava The Philadelphia Story i Sabrina Fair. Kasnije je postao hollywoodska zvijezda zahvaljujući filmovima Shadow of a Doubt i Portrait of Jennie. Glumio glavnu ulogu u vesternu Dvije zastave na zapad.